# Mikroregion Netolicko
Mikroregion Netolicko je pouze na základě Dohody o sdružení obcí – pracovní skupina místních samospráv v okresu Prachatice, jeho sídlem je Netolice a jeho cílem je řešení společných problémů obcí, uskutečňování Programu obnovy vesnice. Sdružuje celkem 10 obcí a byl založen v roce 2003.

## Obce sdružené v mikroregionu
- Babice
- Chvalovice
- Hracholusky
- Lužice
- Mahouš
- Malovice
- Netolice
- Němčice
- Olšovice
- Vitějovice